# 姬奠川
姬奠川（1889年—1960年8月8日）。河北省定興縣人。民國37年（1948年）在商業團體北區（河北山西熱河察哈爾綏遠五省、北平天津二市）當選第一屆立法委員

## 生平[1]
- 天津北洋師範學堂畢業
- 北平中國大學商科畢業
- 民國四年入中國銀行任稽核會計歷十載並兼新華、中國等大學教授
- 民國十四年任甘肅西北銀行、甘肅省銀行經理兼甘肅省經委會委員、甘肅中山大學教授
- 中國國民黨甘肅省黨部監察委員
- 民國廿年任綏遠省官錢局經理
- 民國廿二年任察哈爾省官錢局經理
- 民國廿四年任河北省銀行經理，七七事變離職至渝
- 民國廿四年復任河北省銀行總經理、天津市民銀行經理，並兼東亞毛織廠、中原銀行董事長、天津市商會理事長、全國商聯會常務理事
- 民國49年8月8日病故[2]